# Endocoxelus borbonicus
Endocoxelus borbonicus is een keversoort uit de familie somberkevers (Zopheridae). De wetenschappelijke naam van de soort werd in 1953 gepubliceerd door Vinson.